# اچ‌ام‌اس موسکیدوبیت (۱۸۱۳)
اچ‌ام‌اس موسکیدوبیت (۱۸۱۳) (به انگلیسی: HMS Mosquidobit (1813)) یک کشتی بود. این کشتی در سال ۱۸۱۲ ساخته شد.